# Омаха (Іллінойс)
Омаха (англ. Omaha) — селище (англ. village) в США, в окрузі Ґаллатін штату Іллінойс. Населення — 209 осіб (2020).

## Географія
Омаха розташована за координатами 37°53′23″ пн. ш. 88°18′23″ зх. д. / 37.88972° пн. ш. 88.30639° зх. д. (37.889747, -88.306413).  За даними Бюро перепису населення США в 2010 році селище мало площу 2,12 км², з яких 2,12 км² — суходіл та 0,01 км² — водойми.

## Демографія
Згідно з переписом 2010 року, у селищі мешкало 266 осіб у 115 домогосподарствах у складі 77 родин. Густота населення становила 125 осіб/км².  Було 132 помешкання (62/км²).
Расовий склад населення:
| - 99,6 % — білих - 0,4 % — корінних американців |

До двох чи більше рас належало 0,0 %. Частка іспаномовних становила 0,4 % від усіх жителів.
За віковим діапазоном населення розподілялося таким чином: 21,8 % — особи молодші 18 років, 56,8 % — особи у віці 18—64 років, 21,4 % — особи у віці 65 років та старші. Медіана віку мешканця становила 46,1 року. На 100 осіб жіночої статі у селищі припадало 95,6 чоловіків;  на 100 жінок у віці від 18 років та старших — 98,1 чоловіків також старших 18 років.
Середній дохід на одне домашнє господарство  становив 47 171 долар США (медіана — 35 000), а середній дохід на одну сім'ю — 54 698 доларів (медіана — 35 000). За межею бідності перебувало 17,9 % осіб, у тому числі 16,1 % дітей у віці до 18 років та 10,6 % осіб у віці 65 років та старших.
Цивільне працевлаштоване населення становило 141 осіб. Основні галузі зайнятості: освіта, охорона здоров'я та соціальна допомога — 19,1 %, науковці, спеціалісти, менеджери — 13,5 %, транспорт — 12,8 %.